# Challenge Yves du Manoir
La Challenge Yves du Manoir va ser una competició de rugbi a 15 per a clubs disputada a França entre 1931 i 2003 sota diferents denominacions. El seu nom prové de l'antic jugador Yves du Manoir, que va morir en accident d'avió el gener de 1928, als 23 anys.

## Història
La competició es creà el 21 de setembre de 1931 pel Racing Club de France amb el suport d'altres clubs com el CA Bègles i l'AS Montferrand. Aquest any, tretze clubs van decidir crear la (UFRA, Union Française du Rugby Amateur) en protesta per la violència i el professionalisme encobert del rugbi francès. El Racing Club havia decidit romandre a la Federació Francesa de Rugbi. En els seus orígens els clubs hi prenien part per invitació del Racing Club.
La competició esdevingué la segona en importància del rugbi a 15 a França, a l'estil de les competicions de copa del futbol. No hi va haver competició entre 1939 i 1952, període en el qual la FFR creà la Copa de França de rugbi a 15. El Challenge Yves du Manoir es reprengué el 1952.
La temporada 1996-1997, la federació francesa prengué el control de la competició i la rebatejà Trophée Du-Manoir Coupe de France. El 2001 esdevingué Coupe de la Ligue i Challenge Sud-Radio el seu darrer any, el 2003. La competició va desaparèixer aquest any per la manca de dates al calendari.
Des del 2004, el Challenge Yves du Manoir fou reprès pel Racing Club de France com una competició per a menors de 15 anys.

## Historial

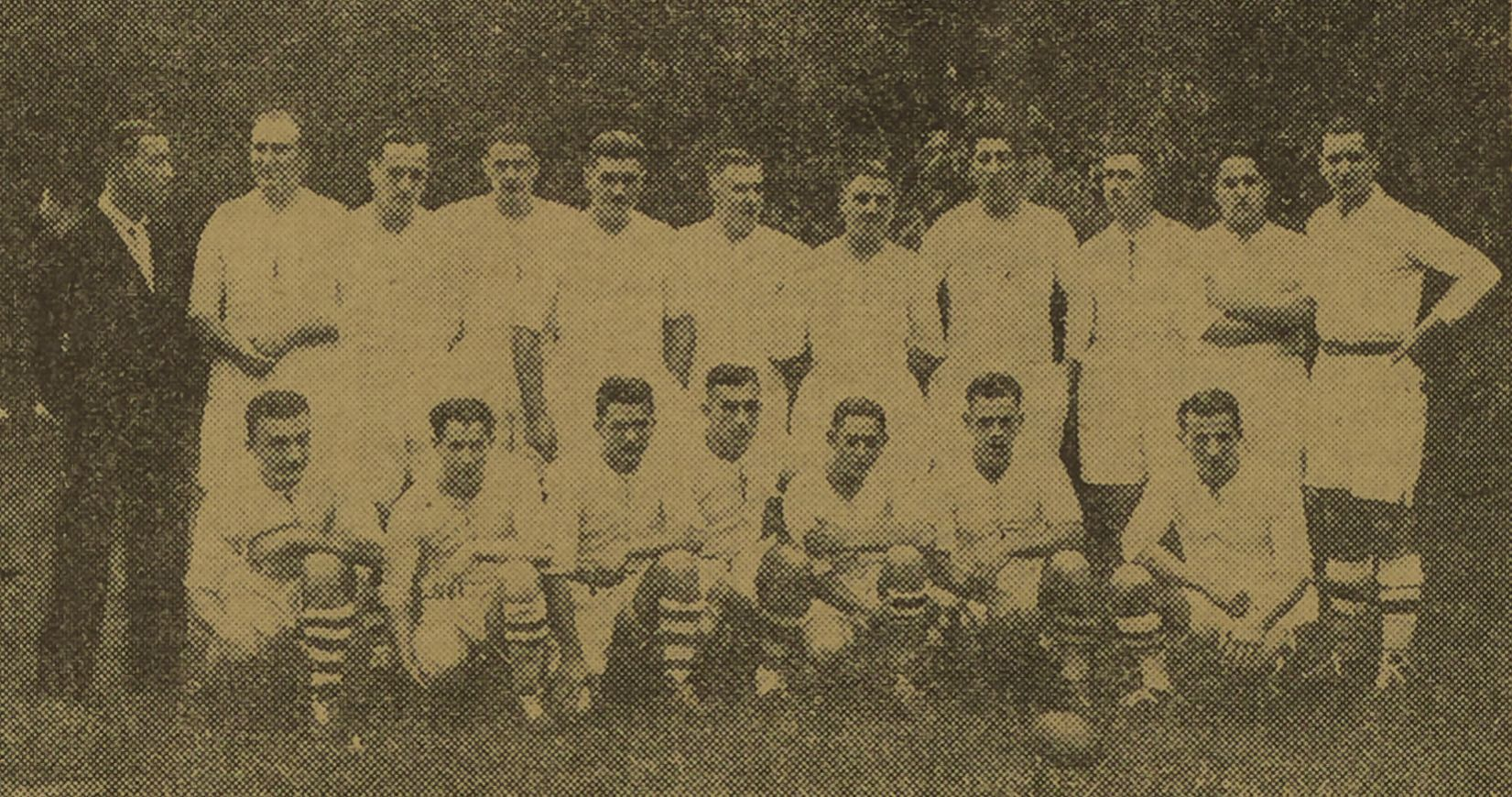
Section paloise campió el 1939.

### Challenge Yves du Manoir
| Any       | Vencedor                                          | Marcador                                          | Finalista                                         |
| --------- | ------------------------------------------------- | ------------------------------------------------- | ------------------------------------------------- |
| 1932      | SU Agen                                           | lligueta                                          | Lyon OU                                           |
| 1933      | Lyon OU                                           | lligueta                                          | SU Agen                                           |
| 1934      | Stade toulousain RC Toulon                        | 0-0                                               | (títol compartit)                                 |
| 1935      | USAP                                              | 3-3, 6-0                                          | AS Montferrand                                    |
| 1936      | Aviron bayonnais                                  | 9-3                                               | USAP                                              |
| 1937      | Biarritz olympique                                | 9-3                                               | USAP                                              |
| 1938      | AS Montferrand                                    | 23-10                                             | USAP                                              |
| 1939      | Section paloise                                   | 5-0                                               | RC Toulon                                         |
| 1940-1951 | No es disputà, vegeu Copa de França de rugbi a 15 | No es disputà, vegeu Copa de França de rugbi a 15 | No es disputà, vegeu Copa de França de rugbi a 15 |
| 1952      | Section paloise                                   | lligueta                                          | Racing Club de France                             |
| 1953      | FC Lourdes                                        | 8-0                                               | Section paloise                                   |
| 1954      | FC Lourdes                                        | 28-12                                             | RC Toulon                                         |
| 1955      | USAP                                              | 22-11                                             | SC Mazamet                                        |
| 1956      | FC Lourdes                                        | 3-0                                               | USAP                                              |
| 1957      | US Dax                                            | 6-6 (vencedor per jugadors més joves)             | AS Montferrand                                    |
| 1958      | SC Mazamet                                        | 3-0                                               | Stade montois                                     |
| 1959      | US Dax                                            | 12-8                                              | Section paloise                                   |
| 1960      | Stade montois                                     | 9-9 (vencedor per més assajos)                    | AS Béziers                                        |
| 1961      | Stade montois                                     | 17-8                                              | AS Béziers                                        |
| 1962      | Stade montois                                     | 14-9                                              | Section paloise                                   |
| 1963      | SU Agen                                           | 11-0                                              | CA Brive                                          |
| 1964      | AS Béziers                                        | 6-3                                               | Section paloise                                   |
| 1965      | US Cognac                                         | 5-3                                               | USAP                                              |
| 1966      | FC Lourdes                                        | 16-6                                              | Stade montois                                     |
| 1967      | FC Lourdes                                        | 9-3                                               | RC Narbonne                                       |
| 1968      | RC Narbonne                                       | 14-6                                              | US Dax                                            |
| 1969      | US Dax                                            | 24-12                                             | FC Grenoble                                       |
| 1970      | RC Toulon                                         | 25-22                                             | SU Agen                                           |
| 1971      | US Dax                                            | 18-8                                              | Stade toulousain                                  |
| 1972      | AS Béziers                                        | 27-6                                              | AS Montferrand                                    |
| 1973      | RC Narbonne                                       | 13-6                                              | AS Béziers                                        |
| 1974      | RC Narbonne                                       | 19-10                                             | CA Brive                                          |
| 1975      | AS Béziers                                        | 16-12                                             | SU Agen                                           |
| 1976      | AS Montferrand                                    | 40-12                                             | SC Graulhet                                       |
| 1977      | AS Béziers                                        | 19-18                                             | FC Lourdes                                        |
| 1978      | RC Narbonne                                       | 19-19 (vencedor per més assajos)                  | AS Béziers                                        |
| 1979      | RC Narbonne                                       | 9-7                                               | AS Montferrand                                    |
| 1980      | Aviron bayonnais                                  | 16-10                                             | AS Béziers                                        |
| 1981      | FC Lourdes                                        | 25-13                                             | AS Béziers                                        |
| 1982      | US Dax                                            | 22-19                                             | RC Narbonne                                       |
| 1983      | SU Agen                                           | 29-7                                              | RC Toulon                                         |
| 1984      | RC Narbonne                                       | 17-13                                             | Stade toulousain                                  |
| 1985      | RRC Nice                                          | 21-16                                             | AS Montferrand                                    |
| 1986      | AS Montferrand                                    | 22-15                                             | FC Grenoble                                       |
| 1987      | FC Grenoble                                       | 26-7                                              | SU Agen                                           |
| 1988      | Stade toulousain                                  | 15-13                                             | US Dax                                            |
| 1989      | RC Narbonne                                       | 18-12                                             | Biarritz olympique                                |
| 1990      | RC Narbonne                                       | 24-19                                             | FC Grenoble                                       |
| 1991      | RC Narbonne                                       | 24-19                                             | CA Bègles                                         |
| 1992      | SU Agen                                           | 23-18                                             | RC Narbonne                                       |
| 1993      | Stade toulousain                                  | 13-8                                              | Castres Olympique                                 |
| 1994      | USAP                                              | 18-3                                              | AS Montferrand                                    |
| 1995      | Stade toulousain                                  | 41-20                                             | CA Bègles                                         |
| 1996      | CA Brive                                          | 12-6                                              | Section paloise                                   |

### Trophée Du-Manoir Coupe de France
| Any  | Vencedor           | Marcador | Finalista           |
| ---- | ------------------ | -------- | ------------------- |
| 1997 | Section paloise    | 13-11    | CS Bourgoin-Jallieu |
| 1998 | Stade toulousain   | 22-15    | Stade français      |
| 1999 | Stade français     | 27-19    | CS Bourgoin-Jallieu |
| 2000 | Biarritz olympique | 24-13    | CA Brive            |

### Coupe de la Ligue
| Any         | Vencedor        | Marcador | Finalista           |
| ----------- | --------------- | -------- | ------------------- |
| 2001        | AS Montferrand  | 34-24    | FC Auch             |
| 2002        | Stade rochelais | 23-19    | Biarritz olympique  |
| 2003 (març) | Stade rochelais | 22-20    | CS Bourgoin-Jallieu |

### Challenge Sud-Radio
| Any             | Vencedor          | Marcador | Finalista           |
| --------------- | ----------------- | -------- | ------------------- |
| 2003 (novembre) | Castres Olympique | 27-26    | CS Bourgoin-Jallieu |